# Рожеріо Олівейра да Кошта
 Рожеріо Олівейра да Кошта (порт. Rogério Oliveira da Costa; нар. 10 травня 1976, Фос-ду-Ігуасу, Бразилія — пом. 19 грудня 2006) — бразильський та македонський футболіст, півзахисник та нападник.

## Життєпис
Народився в місті Фос-ду-Іґуасу, футбольну кар'єру розпочав в однойменному клубі. У 1996 році перебрався до Європи, спочатку виступав за македонську «Побєду», потім — за бельгійський «Антверпен». У 1998 році повернувся «Побєди». У сезоні 1998/99 років з 22-а забитими м'ячами став найкращим бомбардиром Першої ліги Македонії, також македонська федерація футболу нагородила Рожеріо званням найкращого закордонного гравця сезону. Проте вже наступного року виїхав до Туреччини, де в сезоні 1999/00 років виступав за місцеві «Трабзонспор» та «Ванспор».
У 2000 році повернувся до Македонії, де підписав контракт з «Работнічками». З 2002 по 2004 рік грав за «Вардар». У 2004 році виїхав до Греції, де виступав за місцевий «ПАС Яніна». У 2006 році перейшов до «Шкендії», отримав македонське громадянство (оскільки виступав у цій країні з 1997 року). Проте 19 грудня 2006 року помер у Скоп'є від інфаркту. На момент смерті Рожеріо було лише 30 років.